# 真水稔生
真水 稔生（まみず ねんしょう、1964年7月10日 - ）は、名古屋市を拠点に活動している俳優、ナレーター。身長184cm、体重69kg、O型。本名は名前の読みが（としお）。

## 来歴・人物
- 怪獣やヒーローなどのソフビ人形のコレクターとして知られ、蒐集の傍ら、テレビ、出版物、インターネットなど様々なメディアにおいてソフビの魅力や蒐集の楽しさを語り、趣味のある人生の謳歌を発信している。特に、名古屋市天白区の玩具店ゲイトウエイのホームページ上で連載されている、真水稔生の『ソフビ大好き！』というエッセイは、コレクションの紹介をしながら本人の幼少期の思い出や蒐集にかける熱い思いが語られる中、現在の私生活が赤裸々に綴られており、コレクションの質や量もさることながら、記事の内容そのものがマニアに支持され、ブログやTwitterで話題になっている。
- 元々は一般会社員だったが、1993年に放送が開始された中京テレビの『今甦る!昭和ヒーロー列伝』に、オープニングやエンディング映像で使用されるソフビ人形を毎回貸し出していたのが縁で、番組内で制作されたミニドラマ『セーラーファイト!』に役者として出演、その素人離れした演技力と独特の存在感が評判となり、それがきっかけでのちにスカウトされ、2005年に、40歳で、俳優として芸能界デビューした。
- 『セーラーファイト!』は、『今甦る!昭和ヒーロー列伝』のスタッフと番組内の公募で集められた数名の視聴者が昭和の特撮ヒーロー番組へのオマージュを込めて制作した作品であるが、真水のそれは人一倍強く、出演者として参加するだけにはとどまらず、第11話では脚本を執筆、2003年に生誕10周年を記念してスタッフが再び結集して制作・放送された『セーラーファイト!2003』ではエンディングテーマ曲『愛のロボット セーラーファイター』の作詞作曲を手がけている。さらに、2014年製作の『セーラーファイト!』（新シリーズ）にも出演し、生誕20周年記念ソング『あなたのために』を作詞作曲している。
- テレビドラマの端役や名古屋市内の小劇場出演が主のため一般的知名度は低いが、ソフビ人形のコレクターである事や『セーラーファイト!』の影響で、特撮マニアの間ではコアなファンを持つ。また、東海地方では、テレビ・ラジオCMのナレーションが多数あるため、顔は知らないけど声は聞いた事がある、という人も多い。
- 『キカイダー01』や『帰ってきたウルトラマン』をはじめ様々な特撮ヒーロー番組に出演した俳優の池田駿介と親交があり、1996年に池田がオリジナルビデオ作品『コスプレ戦士 キューティ・ナイト2 帝国の逆襲』（笠倉出版社）に出演した際には、真水の『セーラーファイト!』出演時の衣装（軍服）を着用している。
- 中日ドラゴンズのファンである。
- ミュージシャンの浅井健一（元BLANKEY JET CITY)は、小・中学校を通しての同級生。

## エピソード
- 2008年に七ツ寺共同スタジオで行われた名古屋の老舗アングラ劇団の公演に客演した際、友人に愛する妻を寝取られて精神が崩壊する男を熱演するあまり、妻役の女優が服毒自殺に失敗して舞台上に嘔吐する（あらかじめ口にふくんでいたものを吐き散らす）シーンで、その吐しゃ物を、這いつくばって食べたり、両手ですくい上げて自身の顔に塗りたくったりするという狂気を見せ、客席を凍りつかせると同時に、強烈な役者魂を見せつけた。

- 2012年11月13日放送の『ありえへん∞世界』（テレビ東京系）において、『仮面ライダー』で仮面ライダー2号・一文字隼人を演じた佐々木剛の特集が組まれた際、社会現象にまでなった放映当時の変身ブームの紹介で、真水の少年時代の写真が使用された。

## 出演作品

### テレビドラマ
- ドラマ30 湯けむりウォーズ〜女将になります〜 （2005年4月4日 - 5月27日、CBC/TBS） -チンピラ 役
- 中学生日記 「僕はここにいる。～父と子の闘争日記～ 第2話・夏」（2007年7月7日 NHK）-所長 役
- 父の花、咲く春〜岐阜・長良川幇間物語〜 （2013年4月3日、NHK BSプレミアム）-浮浪者 役
- LEADERS リーダーズ （2014年3月22日・23日、2夜連続スペシャルドラマ、TBS） - 工員 役
- 名古屋行き最終列車2020 第4話 （2020年1月31日、メ〜テレ） - 鉄道ファンの男 役
- 大河ドラマ どうする家康（2023年、NHK） - 戸田宗光 役

### 映画
- ノイズ（2022年1月28日、ワーナー ブラザース ジャパン） - 島民（漁師） 役
- はじまりの日（2024年10月11日、ソニー・ピクチャーズ エンタテインメント）- 市場の従業員 役

### CM
- ホテイフーズコーポレーションやきとり缶詰　やきやき親父の声
- フィットハウス　ふぃっとまうすの声（2017年、2018年）

- サカイホールディングス（2021年）

### ナレーション
- 年金戦記〜 消された16年間〜　（CBC）
- 受け継がれる半泥子のこころ （三重テレビ）
- 沢村栄治 生誕100周年特別番組「波に消えた大エース」（三重テレビ）

### ラジオドラマ
- 青春アドベンチャー　(NHK-FM)

### 雑誌連載
- 真水稔生の『侘ビ寂ビ・ソフビ・夢遊ビ』(特撮ゼロ アオ・パブリッシング)コラム